# 레프티 고메즈

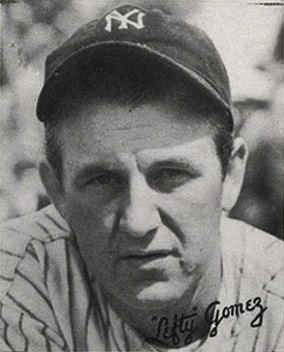

레프티 고메즈(Lefty Gomez, 본명: 버넌 루이스 "레프티" 고메즈, Vernon Louis "Lefty" Gomez, 1908년 11월 26일 ~ 1989년 2월 17일)는 미국의 프로 야구 선수였다. 왼손 투수인 고메스는 1930년부터 1943년까지 메이저 리그 베이스볼(MLB)에서 뉴욕 양키스와 워싱턴 세너터스에서 활약했다. 고메스는 양키스에서 월드 시리즈 챔피언을 다섯 번이나 차지했다. 그는 또한 다채로운 성격과 유머로도 유명했다.
고메즈는 캘리포니아에서 자랐고 고등학교 졸업 후 San Francisco Seals에서 뛰었다. 그는 1930년 4월 양키스에서 MLB 데뷔를 했다. 그는 1933년부터 1939년까지 매년 올스타로 선정되었다. 그는 1940년에 팔 부상을 입었다. 그는 1941년에 잘 반등했지만 1942년에 마지막 풀 시즌을 던졌다. 그 후 워싱턴 세너터스에서 은퇴하기 전 1943년 한 게임에 출연했다.
1933년 고메즈는 브로드웨이 여배우로 짧은 경력을 쌓은 준 오데아(June O'Dea)와 결혼했다. 은퇴 후 그는 인기 있는 대중 연설가가 되었다. 고메즈는 1972년 베테랑 위원회에 의해 미국 야구 명예의 전당에 헌액되었다. 그는 1987년 양키 스타디움에 모습을 드러냈고, 당시 그와 화이티 포드는 경기장의 모뉴먼트 파크에서 명판을 받았다. 그는 1989년 캘리포니아에서 사망했다.
한편, 본인(고메즈)의 전성기 시절 등번호였던 11번은 메이저리그 등번호 도입 초창기 본인(고메즈)과 칼 허벨 등 투수들이 선호했으나 뒷날 타자(미국) 투수(아시아리그) 등번호로 굳혀졌다.

## 같이 보기
- 트리플 크라운 (야구)